# تراز (حسابداری)
تراز (انگلیسی: Balance) در حسابداری و سیستم بانکی، به میزان بدهی باقیمانده در حساب سپرده اطلاق می‌گردد.
در حسابداری، «تراز» تفاوت بین مجموع ورودی‌های بدهکار و مجموع ورودی‌های اعتباری است که در طول یک دوره مالی به حساب وارد شده‌است. در یک دوره حسابداری، «تراز» ارزش خالص دارایی‌ها و بدهی‌ها را برای درک بهتر تعادل در معادله حسابداری منعکس می‌کند.